# Ојлдејл (Калифорнија)
Ојлдејл (енгл. Oildale) насељено је место без административног статуса у америчкој савезној држави Калифорнија.

## Демографија
По попису из 2010. године број становника је 32.684, што је 4.799 (17,2%) становника више него 2000. године.
| Група             | 2000.          | 2010.          |
| Белци             | 23.664 (84,9%) | 24.548 (75,1%) |
| Афроамериканци    | 95 (0,3%)      | 255 (0,8%)     |
| Азијати           | 93 (0,3%)      | 316 (1,0%)     |
| Хиспаноамериканци | 2.828 (10,1%)  | 6.301 (19,3%)  |
| Укупно            | 27.885         | 32.684         |